# ナイトビュー
ナイトビュー（Night View）はトヨタ自動車の開発した乗用車用ナイトビジョン（夜間暗視装置）技術の一つである。

## 概要
近赤外線を自動車のフロント部、通常はバンパーもしくはフロントグリルから照射し、暗視装置による夜間視界を得ると共に、ヘッドライトでは確認しづらい歩行者や野生動物の姿を捕捉、メーターパネル内もしくはダッシュボード上のディスプレイに表示させることにより、夜間走行時の安全を向上させる技術である。
装置の照射範囲（視界）は200-250m、対象物の補足範囲は150-100m程度である。
安全面からは非常に効果的な装置ではあるが、コストがかかるため、高級車でも一部の自動車にしか採用されていない。

## 採用車種
- トヨタ・ランドクルーザーシグナス（初）
- トヨタ・クラウンマジェスタ
- トヨタ・クラウンロイヤルサルーンG